# Aricia subcramera
Aricia subcramera är en fjärilsart som beskrevs av Ruggero Verity 1928. Aricia subcramera ingår i släktet Aricia och familjen juvelvingar. Inga underarter finns listade i Catalogue of Life.